# Marcel Riesz
Marcel Riesz, född 16 november 1886 i Győr, Österrike-Ungern (numera Ungern, död 4 september 1969 i  Lunds Allhelgonaförsamling, Malmöhus län, var en ungersk matematiker. 
Marcel Riesz kom till Sverige på inbjudan av Gösta Mittag-Leffler. Han blev senare professor vid Lunds universitet. Han var yngre bror till Frigyes Riesz, en av upphovsmännen bakom området funktionalanalys.
Riesz var enligt många en ytterst karismatisk och engagerad lärare. Lars Hörmander var en av hans doktorander.
Riesz invaldes i Fysiografiska Sällskapet 1928, i Kungliga Vetenskapsakademien 1936, i Vetenskaps-Societeten i Uppsala 1938 och i Videnskabernes Selskab 1946.